# Eremochrysa (Eremochrysa) rufifrons
Eremochrysa (Eremochrysa) rufifrons is een insect uit de familie van de gaasvliegen (Chrysopidae), die tot de orde netvleugeligen (Neuroptera) behoort. 
Eremochrysa (Eremochrysa) rufifrons is voor het eerst wetenschappelijk beschreven door Banks in 1950.